# Humberto Tomassina
Humberto Tomassina, född 12 september 1898 i Montevideo, död 12 juni 1981 i Montevideo, var en uruguayansk fotbollsspelare.
Tomassina blev olympisk guldmedaljör i fotboll vid sommarspelen 1924 i Paris.